# Bounda
Bounda est une localité au centre de la Côte d'Ivoire dans le District de la Vallée du Bandama, appartenant à la région de Gbêke. La localité de Bounda est administrativement rattachée au département de Bouaké. 